# Terézia Poliaková
Terézia Poliaková (* 2. April 1989 in Brezno, ČSSR) ist eine ehemalige slowakische Biathletin.

## Karriere
Terézia Poliaková bestritt ihre ersten internationalen Rennen im Rahmen der Juniorenrennen der Sommerbiathlon-Weltmeisterschaften 2006 in Ufa, wo sie bei den Crosslauf-Wettkämpfen 19. im Sprint, 14. der Verfolgung und Vierte im Mixed-Staffelrennen, bei den Wettbewerben auf Rollski Achte im Sprint und Neunte der Verfolgung wurde. Nächstes Großereignis wurden die Biathlon-Juniorenweltmeisterschaften 2007 in Martell, bei denen Poliaková Achte des Einzels, 24. des Sprints, 39. der Verfolgung und Elfte im Staffelrennen wurde. In Otepää startete sie im weiteren Jahresverlauf bei den Sommerbiathlon-Weltmeisterschaften 2007 und belegte die Plätze 17 im Sprint, 16 im Massenstart und fünf im Mixed in den Crosslauf-Wettbewerben, auf Skirollern wurde sie Neunte des Sprints und Achte der Verfolgung. 2008 wurde die Slowakin in Ruhpolding bei den Junioren-Weltmeisterschaften 37. des Einzels, 30. des Sprints, 35. der Verfolgung und 12. mit der Staffel, sowie in Nové Město na Moravě bei den Junioren-Rennen der Biathlon-Europameisterschaften 2008 22. des Einzels, 42. des Sprints, 34. der Verfolgung und Sechste mit der Staffel. Ein Jahr später erreichte Poliaková bei den Biathlon-Juniorenweltmeisterschaften 2009 in Canmore den 44. Platz im Einzel, wurde 49. des Sprints und Elfte mit der Staffel. Im Sommer erreichte sie bei der WM in Oberhof auf Rollski den zehnten Rang im Sprint, Platz 22 im Verfolger und wurde Siebter im Staffelrennen. Letzte Juniorenweltmeisterschaften wurden die Titelkämpfe 2010 in Torsby. Im Einzel belegte sie Rang 46, im Sprint Platz 50, im Verfolgungsrennen 43. und wurde Neunte mit der Staffel. Letztes Großereignis bei den Junioren wurden die Biathlon-Europameisterschaften 2010, bei denen Poliaková 26. des Einzels, 30. des Sprints, 25. der Verfolgung und Zehnte mit der Mixed-Staffel wurde.
Ab der Saison 2007/08 startete Poliaková auch im IBU-Cup. Bei ihrem ersten Sprint in Obertilliach wurde sie 53. 2010 gewann sie in Nové Město na Moravě als 32. eines Sprints erstmals Punkte in der Rennserie. Erstes Großereignis wurden die Sommerbiathlon-Europameisterschaften 2011 in Martell, bei denen sie 17. des Sprints, 15. der Verfolgung und mit Vladimíra Točeková, Tomáš Rusňák und Peter Ridzoň Fünfte im Staffelrennen wurde.

## Wettkampfbilanz

### Weltcupstatistik
Die Tabelle zeigt alle Platzierungen (je nach Austragungsjahr einschließlich Olympische Spiele und Weltmeisterschaften).
- 1.–3. Platz: Anzahl der Podiumsplatzierungen
- Top 10: Anzahl der Platzierungen unter den ersten zehn (einschließlich Podium)
- Punkteränge: Anzahl der Platzierungen innerhalb der Punkteränge (einschließlich Podium und Top 10)
- Starts: Anzahl gelaufener Rennen in der jeweiligen Disziplin
- Staffel: inklusive Mixed- und Single-Mixed-Staffeln

| Platzierung              | Einzel | Sprint | Verfolgung | Massenstart | Staffel | Gesamt |
| ------------------------ | ------ | ------ | ---------- | ----------- | ------- | ------ |
| 1. Platz                 |        |        |            |             |         |        |
| 2. Platz                 |        |        |            |             |         |        |
| 3. Platz                 |        |        |            |             |         |        |
| Top 10                   |        |        |            |             | 8       | 8      |
| Punkteränge              | 2      | 1      | 1          |             | 33      | 37     |
| Starts                   | 18     | 46     | 7          |             | 34      | 105    |
| Stand: 31. Dezember 2021 |        |        |            |             |         |        |

### Olympische Winterspiele
| Olympische Winterspiele | Olympische Winterspiele | Einzel | Sprint | Verfolgung | Massenstart | Staffel | Mixedstaffel |
| Jahr                    | Ort                     | Einzel | Sprint | Verfolgung | Massenstart | Staffel | Mixedstaffel |
| ----------------------- | ----------------------- | ------ | ------ | ---------- | ----------- | ------- | ------------ |
| 2014                    | Sotschi                 | 65.    | –      | –          | –           | 14.     | –            |
| 2018                    | Pyeongchang             | 87.    | 83.    | –          | –           | 5.      | –            |

### Weltmeisterschaften
| Weltmeisterschaft | Weltmeisterschaft | Einzel | Sprint | Verfolgung | Massenstart | Staffel | Mixedstaffel | Single-Mixedstaffel |
| Jahr              | Ort               | Einzel | Sprint | Verfolgung | Massenstart | Staffel | Mixedstaffel | Single-Mixedstaffel |
| ----------------- | ----------------- | ------ | ------ | ---------- | ----------- | ------- | ------------ | ------------------- |
| 2013              | Nové Město        | 47.    | –      | –          | –           | –       | –            |                     |
| 2015              | Kontiolahti       | 37.    | 56.    | 48.        | –           | 18.     | –            |                     |
| 2016              | Oslo              | –      | 39.    | 58.        | –           | 14.     | –            |                     |
| 2019              | Östersund         | 47.    | 86.    | –          | –           | 6.      | –            | 24.                 |
| 2020              | Antholz           | 86.    | 82.    | –          | –           | 14.     | 19.          | –                   |